# Quarrata
Quarrata település Olaszországban, Toszkána régióban, Pistoia megyében. Lakosainak száma 26 684 fő (2023. január 1.). Quarrata Agliana, Carmignano, Lamporecchio, Pistoia, Serravalle Pistoiese, Prato és Vinci községekkel határos.

## Népesség
A település lakossága az elmúlt években az alábbi módon változott:
| Lakosok száma | 26 267 | 26 460 | 26 684 |
|               | 2017   | 2018   | 2023   |